# Гусєва Лідія Олександрівна
Лідія Олександрівна Гу́сєва (нар. 19 червня 1918, Клинці — пом. 15 липня 2008) — українська архітекторка. Член Спілки архітекторів України з 1946 року.

## Біографія

Могила Лідії Гусєвої та її чоловіка, Байкове кладовище

Народилася 19 червня 1918 року в місті Клинцях Чернігівської губернії (тепер Брянська область, Росія). З 1935 по 1941 рік навчалася на архітектурному факультеті Київського інженерно-будівельного інституту. У 1943—1944 роках працювала архітекторкою Київського окружного військово-будівельного управління.
З 1952 року працювала груповою архітекторкою «Діпроміста» та «Діпробуду». З 1963 року — головна архітекторка в Діпромісті, головна інженерка Архітектурно-планувальної майстерні № 2.
Чоловік Борис Жежерін та син Вадим також були архітекторами.
Померла в 90-річному віці 15 липня 2008 року. Похована разом з чоловіком на Байковому кладовищі.

## Споруди і проєкти
- Типовий проєкт будинку селищного типу з двох однокімнатних квартир, а також проєкт житлового одноквартирного будинку для індивідуальної забудови (1944);
- Проєкт типового двокімнатного одноквартирного житлового будинку для індивідуальної забудови та проєкт типового будинку колгоспника (1945);
- Готель у Артемівську (1945—1946);
- Планування селища Петрово-Лідіївки в Донбасі (розпочато будівництво у 1946 році);
- Типовий проєкт парку культури та відпочинку для колгоспного села (1946);
- Генеральний план Житомира (1946, у співавторстві);
- Проєкт планування шахти імені Румянцева (Донецька область; у співавторстві);
- Уклала типовий альбом надвірних споруд (1949);
- Проєкт парку «Металург» у Запоріжжі (1950);
- Архітектура малих форм на території (1951) та фонтан (1956) на головній площі ВДНГ УРСР;
- Гуртожиток на 240 осіб у місті Часовому Ярі (1959);
- Проєкт детального планування районів Гнідава та Теремне Луцька (1960);
- Широкоекранний кінозал у Маріїнському палаці в Києві (1960);
- Проєкт детального планування мікрорайону № 1 в Херсоні (1961);
- Реконструкція їдальні Ради Міністрів УРСР у Києві (1961—1962);
- Дев'ятиповерховий житловий будинок Ради Міністрів УРСР по вулиці Січневого повстання № 24-а у Києві (1962—1964);
- Прив'язки типового житлового будинку на 16 квартир у Кончі-Заспі (1962—1963);
- Житлові будинки в Києві:
  - на вулиці Червоноармійській № 129 і № 139 (1969);
  - на вулиці Івана Кудрі № 20 (1975);
- Адміністративний будинок міських організацій у Ворошиловграді (1980);
- Палац спорту «Метеор» у Дніпропетровську (1983);
- Комплекс пологового будинку і готель «Мир» у Рівному (1984);
- Пансіонат «Дніпро» у Євпаторії (1985).